# Stylish... E hyOlee
stylish... E hyOlee（スタイリッシュ イー ヒョリ）は、2003年8月13日にリリースされた韓国の歌手グループFin. K.L.のメンバー、イ・ヒョリのファーストアルバム。

## 収録曲
1. Prologue (Drum & Bass)
2. One Two Three N Four
3. 바보처럼（パポチョロム）馬鹿みたいに (Sadness)
4. 10 Minutes
5. 얼음（オルム）氷
6. 이브,낙원에 잠들다（イブナグォネジャムドゥルダ）イブ、楽園に眠る
7. Remember Me
8. 오늘따라(オヌルタラ)今日に限って
9. Do Me
10. Hey Girl
11. 지워버려（チウォボリョ）消してしまえ
12. 어느 째즈버（オヌチェジュボ）あるジャズバー
13. Only One
14. 미안해요（みあねよ）ごめんなさい (Ghost)